# Motloutse
Der Motloutse ist ein linker Nebenfluss des Limpopo in Botswana.

## Verlauf
Der Fluss entspringt im Central District südöstlich der Makgadikgadi-Salzpfannen. Er fließt in südost-östlicher Richtung und mündet schließlich in den Limpopo.
Der 2000 errichtete Letsibogo Dam sollte der Wasserversorgung von Selebi-Phikwe und anderer Gemeinden in der Umgebung dienen, das Wasser wird aber über eine Pipeline vor allem in die Hauptstadt Gaborone geleitet.

## Hydrometrie
Die Abflussmenge des Motloutse wurde bei Tobane, bei etwa 40 % des Einzugsgebiets, in m³/s gemessen (Werte aus Diagramm abgelesen).
Durch den Fluss fließen jährlich ungefähr 111.000.000 Kubikmeter Wasser.

## Flussgeschichte
Vor etwa 65 Millionen Jahren mündete der Sambesi nicht in die Straße von Mosambik. Er floss parallel zum Cuando und zu Okavango und mündete wie diese in den Limpopo. Dabei benutzte der Sambesi das Flussbett des Shashe, und der Cuando das des Motloutse.
Durch die Hebung der Ovambo-Kalahari-Simbabwe-Verwerfung (OKZ) entstand eine neue Wasserscheide, die die drei Flüsse vom Limpopo abschnitt und den Makgadikgadisee aufstaute.